# Куп пет нација 1977.
Куп пет нација 1977. (службени назив: 1977 Five Nations Championship) је било 83. издање овог најелитнијег репрезентативног рагби такмичења Старог континента. а 48. издање Купа пет нација.
Гренд слем је освојила Француска.

## Учесници
Напомена:
Северна Ирска и Република Ирска наступају заједно.
|   | Селекција                      | Стадион                             | Селектор     |
| - | ------------------------------ | ----------------------------------- | ------------ |
| 1 | Рагби репрезентација Француске | Парк принчева, Париз (48 718)       | Жан Декло    |
| 2 | Рагби репрезентација Енглеске  | Стадион Твикенам, Лондон (82 000)   | Мајк Дејвис  |
| 3 | Рагби репрезентација Шкотске   | Стадион Марифилд, Единбург (67 144) | Бил Дикинсон |
| 4 | Рагби репрезентација Велса     | Кардиф армс парк, Кардиф (65 000)   | Џон Дејвис   |
| 5 | Рагби репрезентација Ирске     | Ленсдаун роуд, Даблин (48 000)      | Роли Мејтс   |

## Такмичење
Велс - Ирска 25-9
Енглеска - Шкотска 26-6
Француска - Велс 16-9
Ирска - Енглеска 0-4
Енглеска - Француска 3-4
Шкотска - Ирска 21-18
Француска - Шкотска 23-3
Велс - Енглеска 14-9
Ирска - Француска 6-15
Шкотска - Велс 9-18

## Табела
|   | Селекција                      | ИГ | Д | Н | И | ПД | ПП | ПР  | Б |  |
| - | ------------------------------ | -- | - | - | - | -- | -- | --- | - |  |
| 1 | Рагби репрезентација Француске | 4  | 4 | 0 | 0 | 58 | 21 | +37 | 8 |  |
| 2 | Рагби репрезентација Велса     | 4  | 3 | 0 | 1 | 66 | 43 | +23 | 6 |  |
| 3 | Рагби репрезентација Енглеске  | 4  | 2 | 0 | 2 | 42 | 24 | +18 | 4 |  |
| 4 | Рагби репрезентација Шкотске   | 4  | 1 | 0 | 3 | 39 | 85 | -46 | 2 |  |
| 5 | Рагби репрезентација Ирске     | 4  | 0 | 0 | 4 | 33 | 65 | -32 | 0 |  |

| Победник Купа пет нација 1977.              |
| ------------------------------------------- |
| Француска 6. титула првака Европе у рагбију |